# Dmîtrivka, Burîn
Dmîtrivka (în ucraineană Дмитрівка) este un sat în comuna Suhoverhivka din raionul Burîn, regiunea Sumî, Ucraina.

## Demografie
Componența lingvistică a localității Dmîtrivka
     Ucraineană (98,31%)
     Rusă (1,69%)
Conform recensământului din 2001, majoritatea populației localității Dmîtrivka era vorbitoare de ucraineană (98,31%), existând în minoritate și vorbitori de rusă (1,69%).